# Compiler
Compiler é um OVA de dois capítulos. Genero de ficção científica, drama, comédia, romance. Anime baseado no Mangá de Kia Assamia.

## Sinopse
Duas agentes extraterrestres de um Universo bi-dimensional, Compiler e Assembler, resolvem invadir o planeta Terra para escravizar todos os seus habitantes. Porém o plano é impedido por causa da vulnerabilidade delas a um elemento muito comum em nosso planeta: Água. Devido a sua frustrada invasão, a dupla resolve viver em nosso Mundo, na medida do possível.